# Навар (Флорида)
Навар (енгл. Navarre) насељено је место без административног статуса у америчкој савезној држави Флорида.

## Демографија
По попису из 2010. године број становника је 31.378.
| Група             | 2000.    | 2010.          |
| Белци             | 0 (0,0%) | 24.809 (79,1%) |
| Афроамериканци    | 0 (0,0%) | 2.043 (6,5%)   |
| Азијати           | 0 (0,0%) | 1.050 (3,3%)   |
| Хиспаноамериканци | 0 (0,0%) | 2.200 (7,0%)   |
| Укупно            | 0        | 31.378         |